# Le Vignau
Le Vignau település Franciaországban, Landes megyében. Lakosainak száma 508 fő (2022. január 1.). Le Vignau Cazères-sur-l’Adour, Hontanx és Lussagnet községekkel határos.

## Népesség
A település népességének változása:
| Lakosok száma | 383  | 374  | 391  | 445  | 507  | 506  | 490  | 484  | 479  | 508  |
|               | 1968 | 1982 | 1990 | 2006 | 2013 | 2015 | 2017 | 2019 | 2020 | 2022 |